# Baloncesto Superior Nacional 2000
La Baloncesto Superior Nacional 2000 è stata la 71ª edizione della Baloncesto Superior Nacional, la massima lega di basket portoricana.

## Squadre partecipanti
- Atl. de San Germán
- Brujos de Guayama
- Cang. de Santurce
- Cap. de Arecibo
- Criollos de Caguas
- Gallitos de Isabela
- Gig. de Carolina
- Indios Mayagüez
- Leones de Ponce
- Marat. de Coamo
- Mets de Guaynabo
- Piratas de Queb.
- Poll. de Aibonito
- Titanes de Morovis
- Vaq. de Bayamón

## Stagione regolare

### Classifica finale
|     | Squadra             | G  | V  | P  |
| --- | ------------------- | -- | -- | -- |
| 1.  | Piratas de Queb.    | 28 | 20 | 8  |
| 2.  | Leones de Ponce     | 28 | 19 | 9  |
| 3.  | Vaq. de Bayamón     | 28 | 18 | 10 |
| 4.  | Marat. de Coamo     | 28 | 17 | 11 |
| 5.  | Brujos de Guayama   | 28 | 17 | 11 |
| 6.  | Titanes de Morovis  | 28 | 17 | 11 |
| 7.  | Atl. de San Germán  | 28 | 17 | 11 |
| 8.  | Cang. de Santurce   | 28 | 16 | 12 |
| 9.  | Criollos de Caguas  | 28 | 15 | 13 |
| 10. | Indios Mayagüez     | 28 | 13 | 15 |
| 11. | Mets de Guaynabo    | 28 | 11 | 17 |
| 12. | Gallitos de Isabela | 28 | 11 | 17 |
| 13. | Poll. de Aibonito   | 28 | 10 | 18 |
| 14. | Gig. de Carolina    | 28 | 8  | 20 |
| 15. | Cap. de Arecibo     | 28 | 1  | 27 |

## Seconda fase
|    | Squadra            | G  | V  | P  |
| -- | ------------------ | -- | -- | -- |
| 1. | Piratas de Queb.   | 14 | 10 | 4  |
| 2. | Cang. de Santurce  | 14 | 10 | 4  |
| 3. | Brujos de Guayama  | 14 | 9  | 5  |
| 4. | Leones de Ponce    | 14 | 9  | 5  |
| 5. | Marat. de Coamo    | 14 | 8  | 6  |
| 6. | Vaq. de Bayamón    | 14 | 4  | 10 |
| 7. | Atl. de San Germán | 14 | 4  | 10 |
| 8. | Titanes de Morovis | 14 | 2  | 12 |

## Play-off

### Tabellone
|  | Semifinali | Semifinali        | Semifinali        |                   |                  | Finale           | Finale | Finale |  |
|  |            |                   |                   |                   |                  |                  |        |        |  |
|  | 1          | Piratas de Queb.  | 4                 |                   |                  |                  |        |        |  |
|  | 1          | Piratas de Queb.  | 4                 |                   |                  |                  |        |        |  |
|  | 3          | Brujos de Guayama | 2                 |                   |                  |                  |        |        |  |
|  | 3          | Brujos de Guayama | 2                 |                   | Piratas de Queb. | Piratas de Queb. | 2      |        |  |
|  |            |                   |                   |                   | Piratas de Queb. | Piratas de Queb. | 2      |        |  |
|  |            |                   | Cang. de Santurce | Cang. de Santurce | 4                |                  |        |        |  |
|  | 2          | Cang. de Santurce | Cang. de Santurce | Cang. de Santurce | 4                | 4                |        |        |  |
|  | 2          | Cang. de Santurce |                   |                   |                  |                  |        |        |  |
|  | 4          | Leones de Ponce   | 1                 |                   |                  |                  |        |        |  |

## Statistiche
| Categoria         | Giocatore      | Squadra                 | Stat |
| ----------------- | -------------- | ----------------------- | ---- |
| Punti per gara    | Willia Simms   | Titanes de Morovis      | 22,6 |
| Rimbalzi per gara | Ian Lockhart   | Piratas de Quebradillas | 14,5 |
| Assist per gara   | Ricardo Dalmau | Piratas de Quebradillas | 7,7  |